# Зеда Цева
Зеда Цева (груз. ზედა წევა) — село в Грузії.
За даними перепису населення 2014 року в селі проживає 44 особи.